# フアン・ドノソ・コルテス
フアン・ドノソ・コルテス（Juan Francisco María de la Salud Donoso Cortés y Fernández Canedo, I marqués de Valdegamas, 1809年5月6日 - 1853年5月3日）は、スペインの貴族（バルデガマス侯爵）、著述家、政治理論家、外交官である。保守主義者として知られる。

## 生涯

### 自由主義者としての前半生
エストレマドゥーラ州バダホス県のバジェ・デ・ラ・セレーナで生まれる。生家はコンキスタドールのエルナン・コルテスの子孫であり、父のドン・ペドロは弁護士でフランス啓蒙主義や自由主義の影響を受けていた。11歳の時には人文学を修め、12歳でサラマンカ大学に進み法律を学んだ。16歳の時にセビリア大学から学位を取得し18歳でカセレスの大学で講義した。1830年以降彼はマヌエル・ホセ・キンターナの影響を受けた保守的な自由主義者として政治に参画した。1836年には下院議員になり、マリア・クリスティーナ・デ・ボルボン＝ドス・シシリアスが摂政を務めた頃にはその個人的な秘書として活躍した。しかし1840年以降、バルドメロ・エスパルテロ将軍率いる進歩主義者とラモン・ナルバエス将軍を中心とする保守主義者が争うようになり、エスパルテロ一派が政権を握ったためドノソ・コルテスはマリア・クリスティーナ摂政と共にパリへ亡命を余儀なくされる。このパリ時代にドノソ・コルテスはジョゼフ・ド・メーストルやルイ・ガブリエル・ド・ボナールの著作に接し、カトリシズムへと傾斜するようになった。1843年にはナルバエス将軍が政権を奪還し、マリア・クリスティーナ摂政と共に帰国する。

### 保守反動としての後半生
ドノソ・コルテスは2月革命に危機感を抱いた。翌年のローマ共和国樹立に際しては自由主義が革命を助長するだけだったと考え、保守反動の立場へと完全に転向する。彼は1849年1月、マドリード議会で「独裁に関する講演」という題で演説し、2月革命はヨーロッパ文明の崩壊をもたらすものであり革命に対する救済策はカトリシズムへの帰依であると主張した。彼は独裁政権を樹立していたナルバエス将軍を支持するようになり、また1851年のルイ・ナポレオンのクーデターに対し財政的援助を与えた（しかし後にナルバエスやナポレオンの政権腐敗を厳しく批判する）。
1849年の2月から11月までベルリンにスペイン大使として赴任し、1851年の2月から死の1853年5月3日までパリでスペイン大使として勤務した。1851年に教皇権至上主義者であるルイ・ヴィヨー(Louis Veuillot)の求めによって書かれた『カトリシズム、自由主義、社会主義に関する評論(Ensayo sobre el catolicismo, el liberalismo, y el socialismo considerados en sus principios fundamentales)』は、カトリシズム擁護と神学的な立場からの自由主義、社会主義批判の書物である。

## 影響
ドイツの国法学者カール・シュミットはドノソ・コルテスから多大な影響を受けている。1922年のシュミットの著書『政治神学』の終章では、「反革命の国家哲学について」という題で、ドノソ・コルテスらについて論じている。また、1950年には、ドノソ・コルテスについて論じた著作を公表している。